# Comuna de Rymań
Rymań (polaco: Gmina Rymań) é uma gminy (comuna) na Polónia, na voivodia de Pomerânia Ocidental e no condado de Kołobrzeski.
De acordo com os censos de 2005, a comuna tem 4.168 habitantes, com uma densidade 28,5 hab/km².

## Área
Estende-se por uma área de 146,12 km².

## Demografia
Dados de 30 de Junho 2004:
|                      | Total   | Total | Mulheres | Mulheres | Homens  | Homens |
| -------------------- | ------- | ----- | -------- | -------- | ------- | ------ |
|                      | pessoas | %     | pessoas  | %        | pessoas | %      |
| População            | 4168    | 100   | 2052     | 49,2     | 2116    | 50,8   |
| Densidade (pop./km²) | 28,5    | 100   | 14       | 14       | 14,5    | 14,5   |

De acordo com dados de 2002, o rendimento médio per capita ascendia a 1538,59 zł.